# كين قود
كين قود (بالإنجليزية: Ken Good)‏ هو قسيس أيرلندي، ولد في 1 نوفمبر 1952.